# موسم العواصف الأوروبية 2018-2019
موسم العواصف الأوروبية 2018-2019 كان هو الموسم الرابع ضمن سلسلة متتالية من العواصف الموسمية التي ضربت القارة الأوروبية. تتشكل معظم العواصف خلال موسم العواصف الأوروبية 2018-2019 في الفترة ما بين شهري سبتمبر (أيلول) 2018 ومارس (أذار) 2019. وقد كانت أول عاصفة مُسمّاة في ذلك الموسم هي عاصفة علي التي، وقعت في 19 سبتمبر 2018، وأثرت أثرت بشكل رئيسي على المملكة المتحدة وأيرلندا.

## الخلفية التاريخية والتسمية
في عام ٢٠١٥، أعلن كل من مكتب الأرصاد الجوية البريطاني وهيئة الأرصاد الجوية الأيرلندية، وهما الهيئتان المُختصتان بالأرصاد الجوية في كل من المملكة المتحدة وجمهورية أيرلندا على التوالي، عن مشروع تجريبي لتسمية تحذيرات العواصف كجزء من مشروع تسمية العواصف الريحية، وطلبا من الجمهور تقديم اقتراحاتهم لتسمية العواصف، ثُم أصدرتا اقائمة كاملة بأسماء العواصف خلال الفترة من ٢٠١٥-٢٠١٦ وحتى ٢٠١٧-٢٠١٨، وهي أسماء مشتركة بين المملكة المتحدة وأيرلندا. ثُم صدرت قائمة جديدة في ١١ سبتمبر (أيلول) ٢٠١٨ بأسماء العواصف خلال موسم ٢٠١٨-٢٠١٩. استندت الأسماء في المملكة المتحدة إلى مقترحات مركز الخدمة الوطنية للتحذير من الطقس القاسي، والذي كان يُصدر إشارتي تحذير للعاصفة، أحدهما إشارة تحذير كهربائية باللون الأصفر، والذي يعني "استعد" في حالة العواصف المتوسطة، والأخر تحذير باللون الأحمر، والذي يعني "اتخذ إجراءً" في حالة العواصف التي تشكل تهديدًا وخطرًا على الحياة.
هناك قائمتان رئيسيتان لتسمية العواصف الأوروبية الموسمية، أعدتهما وكالات الأرصاد الجوية الوطنية في كل من المملكة المتحدة وأيرلندا، وفرنسا وإسبانيا والبرتغال، بينما احتفظت أعاصير المحيط الأطلسي بأسمائها السابقة التي حددها المركز الوطني للأعاصير في الولايات المتحدة الأمريكية.

### قائمة العواصف المُسماة في المملكة المتحدة وأيرلندا
- علي
- بروناغ
- كالوم

- ديردري
- إريك
- فريا
- غاريث
- هانا
- إدريس (غير مستخدم)
- جين (غير مستخدم)
- كيفن (غير مستخدم)
- ليلي (غير مستخدم)
- ماكس (غير مستخدم)
- نيام (غير مستخدم)
- أوليفر (غير مستخدم)
- بيغي (غير مستخدم)
- روس (غير مستخدم)
- سورس (غير مستخدم)
- تريستان (غير مستخدم)
- فيوليت (غير مستخدم)
- وين (غير مستخدم)